# Pegomya lyneborgi
Pegomya lyneborgi är en tvåvingeart som först beskrevs av Ackland 1977.  Pegomya lyneborgi ingår i släktet Pegomya och familjen blomsterflugor.
Artens utbredningsområde är Spanien. Inga underarter finns listade i Catalogue of Life.